# Chotěmice
Chotěmice (en allemand : Chotiemitz) est une commune du district de Tábor, dans la région de Bohême-du-Sud, en République tchèque. Sa population s'élevait à 111 habitants en 2020.

## Géographie
Chotěmice se trouve à 4 km à l'ouest de Deštná, à 22 km au sud-est de Tábor, à 45 km au nord-est de České Budějovice et à 95 km au sud-sud-est de Prague.
La commune est limitée par Budislav au nord-ouest, par Deštná au nord-est, par Vícemil au sud-est et par Dírná au sud-ouest.

## Histoire
La première mention écrite du village date de 1381.